# Muhammad Chuna uld Hajdalla
Muhammad Chuna uld Hajdalla, arab. ‏محمد خونه ولد هيداله‎ (ur. 1940 w regionie Dachlat Nawazibu), przywódca Mauretanii od 4 stycznia 1980 do 12 grudnia 1984, jako przewodniczący Wojskowego Komitetu Zbawienia Narodowego (CMSN, Comité Militaire de Salut National). Dwukrotny premier w latach 1979–1980 oraz w 1984. Kandydat w wyborach prezydenckich w 2003 i w 2007.

## Młodość i kariera wojskowa
Muhammad Chuna uld Haidalla urodził się w 1940 w regionie Dachlat Nawazibu. Ukończył szkołę średnią w Rossa przy granicy z Senegalem. W 1961 otrzymał tytuł baccalauréat w Dakarze. W 1962 wstąpił da armii mauretańskiej. W czasie służby uczył się we francuskim kolegium wojskowym w Saint-Cyr.
Po 1975 dowodził wojskami na północy Mauretanii w czasie wojny z siłami Frontu Polisario w regionie miast Bir Umm Karajn i Zuwirat. W 1978 uczestniczył w zamachu stanu, który obalił prezydenta Muchtara wuld Daddę. Jako członek junty wojskowej, Wojskowego Komitetu Uzdrowienia Narodowego (CMRN, Comité Militaire de Redressement National), został awansowany na stanowisko szefa Sztabu Generalnego.

## Szef państwa i rządu
31 maja 1979 objął stanowisko premiera, kilka dni po śmierci poprzednika w katastrofie lotniczej.
4 stycznia 1980 zastąpił Muhammada Mahmuda uld Luliego na stanowisku szefa państwa, pozostając jednocześnie premierem do grudnia 1980. Objął funkcję przewodniczącego Wojskowego Komitetu Zbawienia Narodowego (CMSN).
16 marca 1981 w kraju miał miejsce nieudany zamach stanu przeciw władzy Hajdalli. Hajdalla o jego przygotowanie oskarżył Maroko, które jednak zaprzeczyło wszelkim oskarżeniom. W marcu 1984 po raz drugi objął funkcję szefa rządu po tym, jak ze stanowiska został usunięty Maawija uld Sid’Ahmad Taja.
W czasie jego rządów w Mauretanii zakończyła się oficjalnie epoka niewolnictwa. W lipcu 1980 Hajdalla ogłosił zniesienie niewolnictwa, a w listopadzie 1981 wydał stosowny dekret w tej sprawie. W latach 1980–1983 w kraju obowiązywało prawo szariatu.
W polityce zagranicznej jego głównym osiągnięciem było zakończenie wojny z Frontem Polisario na północy kraju. Hajdalla wycofał wojska z południowego Rio de Oro i uznał Polisario za reprezentanta ludności Sahrawi. Doprowadziło to do zaognienia stosunków z Marokiem. Z drugiej strony poprawie uległy stosunki z Algierią, popierającą niepodległość Sahary Zachodniej. W 1984 rząd Hajdalli uznał niepodległość Sahary Zachodniej.
12 grudnia 1984 Hajdalla został usunięty z urzędu szefa państwa i rządu na skutek zamachu stanu przeprowadzonego pod przywództwem Maawiji Taji. W tym czasie przebywał w Burundi na Szczycie Francusko-Afrykańskim i dowiedział się o zamachu dopiero w drodze powrotnej w czasie międzylądowania w Kongu. Powrócił jednak do Mauretanii, gdzie został aresztowany. Z aresztu zwolniony został dopiero w grudniu 1988.

## Działalność po utracie władzy
Po zwolnieniu z aresztu w 1988, Hajdalla przez długi czas nie angażował się w działalność polityczną. Dopiero 7 listopada 2003 wziął udział w wyborach prezydenckich. Przegrał jednak z urzędującym prezydentem Tają, zdobywając 18,77% głosów. 8 listopada 2003, razem z innymi kandydatami opozycji Ahmadem uld Daddahem oraz Massaudem uld Bu al-Chajrem, oskarżył władze o fałszerstwa wyborcze i wezwał mieszkańców kraju do odrzucenia wyników wyborów. Tego samego dnia został aresztowany i oskarżony o oskarżony o próbę zamachu. 28 grudnia 2003 otrzymał wyrok pięciu lat więzienia w zawieszeniu. Pozostał na wolności, ale ciążył na nim zakaz pełnienia funkcji publicznych przez pięć lat.
3 listopada 2004 razem z Daddahem został aresztowany i oskarżony o udział w planowaniu kolejnego zamachu stanu. W czasie procesu groziło mu 5 lat więzienia, jednak ostatecznie 3 lutego 2005 został uniewinniony.
Po zamachu wojskowym przeciw władzy prezydenta Taji w sierpniu 2005, wyrok sądu został anulowany, a Hajdalla oczyszczony z zarzutów. W grudniu 2006 zapowiedział udział w wyborach prezydenckich w marcu 2007. W wyborach 11 marca 2007 zajął jednak dopiero 10. miejsce z wynikiem 1,73% głosów poparcia.
Po zamachu stanu z sierpnia 2008 przeciw władzy prezydenta Sidi uld Szajcha Abdallahiego, Hajdalla wyraził poparcie dla junty wojskowej i skrytykował negatywne reakcje zachodnich rządów wobec wydarzeń.